# Förnuft och känsla (2008)
För romanen som denna TV-serie baserar sig på; se Förnuft och känsla.
Förnuft och känsla (eng: Sense and Sensibility) är en brittisk miniserie från 2008. Serien är baserad på Jane Austens roman med samma namn publicerad 1811.

## Handling
Efter herr Dashwoods död ärver hans son från ett tidigare äktenskap all hans egendom, vilket gör hans fru och tre döttrar hemlösa och närmast utblottade. De får se sig om efter en bostad och tillvaro långt mycket enklare än vad de är vana vid. De har med ens stigit ned många steg på socitetens stege. 
Elinor, den äldre och förnuftiga systern möter Edward Ferrars, som står över henne i rang och är dessutom förmögen. Det uppstår omedelbar vänskap och kärlek dem emellan, men hans familj ser inte med blida ögon på detta och de separeras omgående. 
Den mellersta dottern Marianne är känslosam och impulsiv, hon möter passionen med John Willoughby och de förälskade tu bryter mot konventioner i sin unga glädje över att ha funnit varandra. 
Men vägen till kärlek och lycka blir inte enkel för någon av döttrarna Dashwood. Det uppstår mången förveckling, missförstånd och prövning, vad är den sanna vägen till kärlek - förnuft eller känsla?

## Rollista i urval
- Hattie Morahan - Elinor Dashwood
- Charity Wakefield - Marianne Dashwood
- Dominic Cooper - John Willoughby
- Janet McTeer - fru Dashwood
- Lucy Boynton - Margaret Dashwood
- Dan Stevens - Edward Ferrars
- David Morrissey - Colonel Brandon
- Mark Williams - Sir John Middleton
- Linda Bassett - fru Jennings
- Anna Madeley - Lucy Steele
- Daisy Haggard - fröken Steele
- Claire Skinner - Fanny Dashwood
- Mark Gatiss - John Dashwood
- Jean Marsh - The Dowager fru Ferrars
- Rosanna Lavelle - Lady Middleton
- Damien Thomas - herr Harris
- Wendy Albiston - Martha
- Caroline Hayes - Eliza
- David S. Glover - tjänare
- Leo Bill - Robert Ferrars
- Tim McMullan - herr Palmer
- Tabitha Wady - Charlotte Palmer
- Roy Holder - Thomas
- David Glover - tjänare